# Okres Kufstein
Okres Kufstein je okres v rakouské spolkové zemi Tyrolsko. Má rozlohu 969,90 km² a k 1. lednu 2011 zde žilo 100 507 obyvatel. Sídlem okresu je město Kufstein. Okres se dále člení na 30 obcí (z toho 3 města a 2 městysy).

## Města a obce

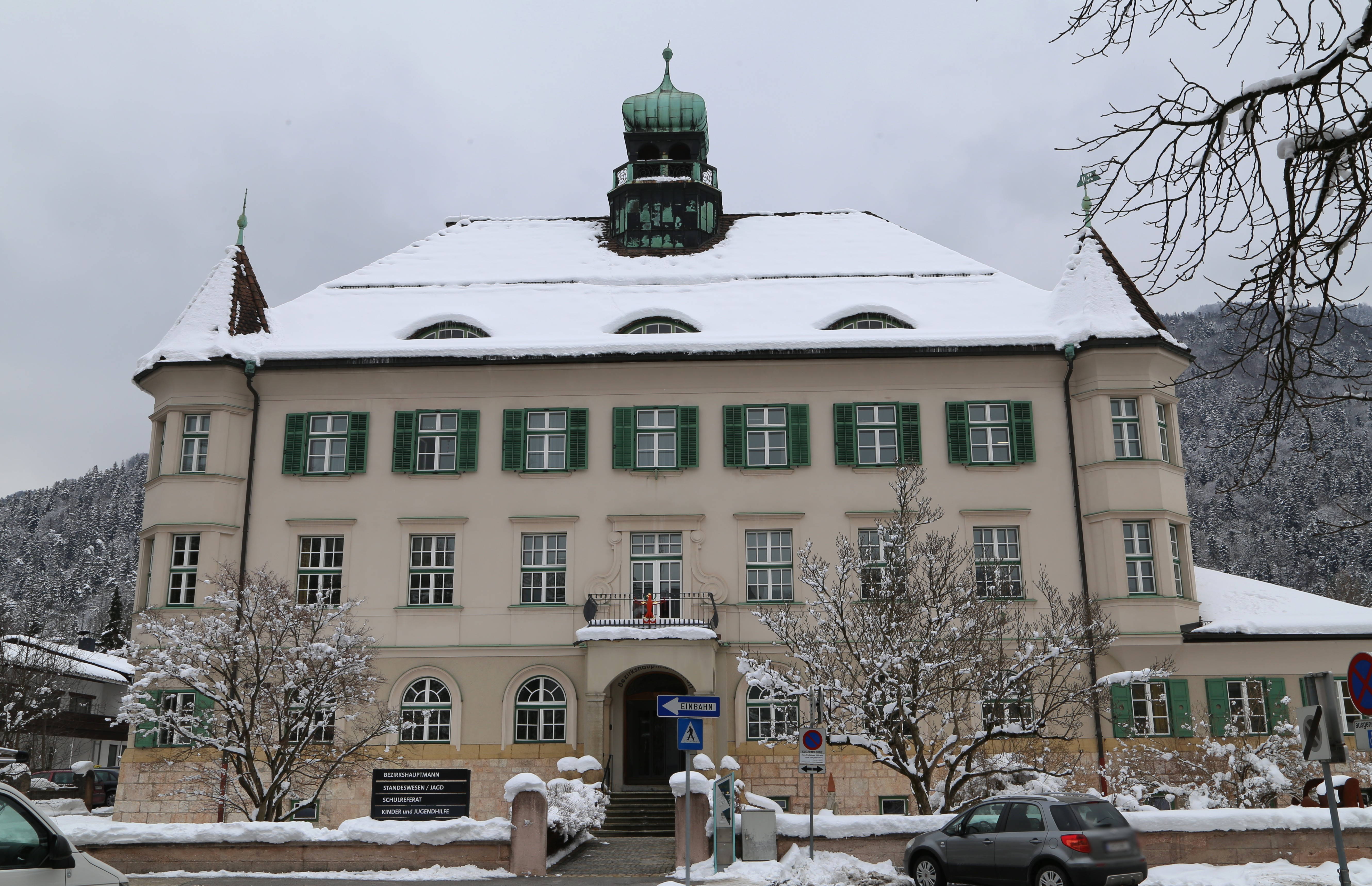
Budova kufsteinského Okresního hejtmanství.

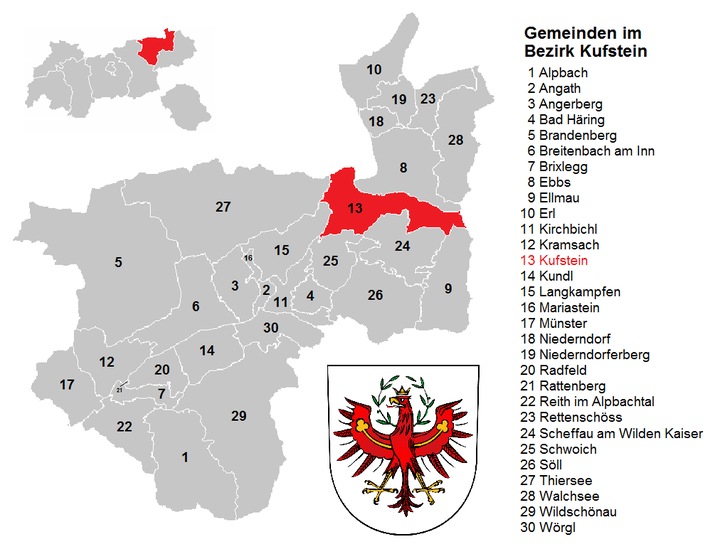
Obce v okrese Kufstein

| Města: - Kufstein - Rattenberg - Wörgl Městysy: - Brixlegg - Kundl Obce: - Alpbach - Angath - Angerberg - Bad Häring - Brandenberg - Breitenbach am Inn - Ebbs - Ellmau | - Erl - Kirchbichl - Kramsach - Langkampfen - Mariastein - Münster - Niederndorf - Niederndorferberg - Radfeld - Reith im Alpbachtal - Rettenschöss - Scheffau am Wilden Kaiser - Schwoich - Söll - Thiersee - Walchsee - Wildschönau |